# Nikołaj Barabaszow
Nikołaj Pawłowicz Barabaszow, (ros. Николай Павлович Барабашов, ur. 18 marca?/30 marca 1894 w Charkowie, zm. 29 kwietnia 1971 tamże) – radziecki astronom, dyrektor obserwatorium astronomicznego w Charkowie, rektor Uniwersytetu Charkowskiego (1943–1945).

## Życiorys
W 1912 ukończył ze srebrnym medalem gimnazjum i rozpoczął studia na Uniwersytecie Jurjewskim w Tartu, jednak musiał przerwać naukę z powodu stanu zdrowia; leczył się we Włoszech. W 1919 ukończył studia na uniwersytecie, później został nauczycielem w szkole, później pracował w obserwatorium astronomicznym w Charkowie, którego w 1930 został dyrektorem, ponadto od 1933 był kierownikiem katedry astronomii Uniwersytetu Charkowskiego; w 1935 na bazie charkowskiego obserwatorium założono pierwszy krajowy spektroheliograf. W 1936 otrzymał tytuł doktora nauk fizyczno-matematycznych. Od 1940 należał do WKP(b), po ataku Niemiec na ZSRR został ewakuowany i mianowany kierownikiem katedry astronomii i mechaniki teoretycznej Zjednoczonego Uniwersytetu Ukraińskiego w Kyzył-Ordzie (zorganizowanego na bazie ewakuowanych Uniwersytetów Charkowskiego i Kijowskiego), w latach 1943–1945 był rektorem Uniwersytetu Charkowskiego (zwolniono go ze stanowiska z powodu postępującej gruźlicy). W 1949 został kierownikiem Komisji ds. Fizyki Planet przy Radzie Astronomicznej Akademii Nauk ZSRR. Był akademikiem Akademii Nauk Ukraińskiej SRR (1948), autorem ponad 500 prac naukowych i promotorem 30 doktorów i kandydatów nauk. Sprawował mandat deputowanego do Rady Najwyższej ZSRR 4. i 5. kadencji. Jego imieniem nazwano planetę karłowatą nr 2883. W Charkowie jego imieniem nazwano ulicę oraz jedną ze stacji metra.

## Odznaczenia
- Medal Sierp i Młot Bohatera Pracy Socjalistycznej (13 marca 1969)
- Order Lenina (czterokrotnie)
- Order Czerwonego Sztandaru Pracy

I medale.